# فيض أحمد فيض
فيض أحمد فيض MBE، NI (بالأردوية: فَیض احمد فَیض )‏، (13 فبراير 1911 - 20 نوفمبر 1984) شاعر ومؤلف يساري باكستاني، وأحد أشهر كتاب اللغة الأردية. رُشِّح لجائزة نوبل في الأدب وفاز بجائزة لينين للسلام. ولد في البنجاب بالهند البريطاني، وواصل دراسته في الكلية الحكومية واورينتل كوليج.

## روابط خارجية
- فيض أحمد فيض على موقع IMDb (الإنجليزية)
- فيض أحمد فيض على موقع ميوزك برينز (الإنجليزية)
- فيض أحمد فيض على موقع ديسكوغز (الإنجليزية)